# Kevin Rudolf
Kevin Rudolf (ur. 17 lutego 1983 w Nowym Jorku) – amerykański piosenkarz, autor tekstów i producent.

## Życiorys
Kevin Rudolf urodził się w 1983 w Nowym Jorku na Manhattanie. Swoją karierę rozpoczął w Miami na Florydzie. Swoje pierwsze teksty i muzykę komponował za pomocą zwykłego domowego komputera i gitary, którą dostał w wieku 11 lat.
Debiutancka płyta Rudolfa "In the City" została wydana w dniu 24 listopada 2008. Debiutancki singiel "Let It Rock" został wydany pod koniec 2008 i osiągnął status 5 na Billboard Hot 100. Pierwszym wideoklipem jest "Let It Rock", w którym gościnnie wystąpił Lil Wayne.
Współpracował z wieloma artystami jako producent, pisarz i gitarzysta, m.in. z: Nelly Furtado, Timbalandem, The Black Eyed Peas, Lil' Kim, LL Cool J, Justinem Timberlakiem, Kevinem Lyttlem, Kanyem Westem, Britney Spears, Davidem Bannerem, T.I., Flo Ridą, The Neptunes, Rick Rossem, Lilem Wayne'em i Ludacrisem.